# Louise Cardoso
Louise Ferreira Cardoso (Rio de Janeiro, 17 de abril de 1955) é uma atriz, produtora e professora de interpretação brasileira.

## Biografia

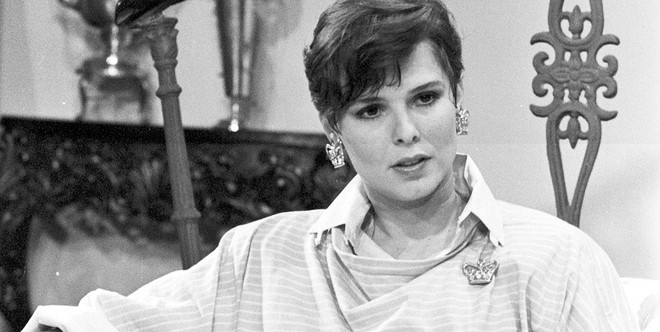
Louise em cena da novela Cambalacho (1986) como a vilã Daniela.

Francisco de Assis Stolze Cardoso, pai de Louise Cardoso assistiu a um filme com Maurice Chevalier. Encantado com uma música da trama, chamada Louise, prometeu a si mesmo que se tivesse uma filha lhe daria o nome da música.
Louise tem um único irmão, dois anos mais novo, de nome Wagner, o compositor que Francisco Cardoso mais apreciava. A paixão da atriz por música vem do pai dela. O que ela mais gosta de fazer em teatro é musical. Toda sua família por parte de mãe fazia teatro em Santana de Sapucaí, atual Silvianópolis no Sul de Minas.
O gosto pela leitura a levou ao curso de Letras da Universidade Federal do Rio de Janeiro. Porém desistiu da faculdade seis meses antes de concluir o curso. O pai lhe deu um conselho que fundamentou sua decisão: "Você é atriz. Por que vai querer um diploma de Letras?".
Louise fez parte de um conjunto musical quando era adolescente. Com quatro amigas formava a banda The Snakes, seguindo os passos do irmão. Tocavam mal, mas o fato de serem bonitinhas facilitava na hora de conseguir apresentações. Era o auge dos Beatles e a atriz era beatlemaníaca de carteirinha. John Lennon era seu beatle preferido. Assistiu ao filme Os Reis do Iê, Iê, Iê (1964) trinta e seis vezes.

## Carreira
Formada pelo Teatro Tablado sob a direção de Maria Clara Machado, lá participou como atriz de vários espetáculos, dentre eles, o sucesso Pluft, o Fantasminha, com texto e direção de Machado. Recebeu o prêmio de revelação como atriz em 1975 por O Dragão, ainda no Tablado. Deu aula por doze anos no Tablado. No teatro fez ainda inúmeros espetáculos, dentre eles, A Mente Capta, de Mauro Rasi, com direção de Wolf Maia, Um Bonde Chamado Desejo, de Tennessee Williams, com direção de Maurice Vaneau, Fulaninha e Dona Coisa, de Noemi Marinho, com direção de Marco Nanini, e Velha é a Mãe, com direção de João Fonseca e texto de Fábio Porchat.
Na televisão tem grande destaque pela sua atuação nas telenovelas: Mico Preto, Cambalacho, Força de um Desejo, Como uma Onda, Páginas da Vida, Sangue Bom e Além do Tempo. Mas seu sucesso maior foi na série TV Pirata, onde mostrou dom para o humor com vários personagens hilariantes.

### Teatro
Depois de uma estripulia na escola a diretora a colocou como responsável pelo teatro do local. A missão era encenação algo toda sexta-feira. Suas adaptações para o teatro começaram a dar certo e ela passou a se dedicar completamente àquela atividade. Em 1970 entrou para o teatro Tablado, onde tinha aulas com Maria Clara Machado.
Em 1975 na peça O Dragão, dirigida por Maria Clara, Louise fez o papel de um gato. Arrumou um gato de verdade que batizou de Tati e ficava o dia inteiro com ele imitando os movimentos. A intenção era que o gato a enxergasse como um felino também. Com os treinos o gato passou a atacar Louise. A peça foi traduzida por Maria Julieta, filha de Carlos Drummond de Andrade. Com o Dragão ganhou o prêmio de atriz revelação.
Certo ano, Maria Clara ficou doente e nomeou Louise Cardoso a nova professora. Com quatro anos de Tablado lecionava para alunos praticamente da idade dela. Deu aulas para alunos como Miguel Falabella,  Patrícia Travassos, Drica Moraes, Malu Mader, Luís Carlos Tourinho, Maria Padilha, Lúcia Veríssimo, Patrícia Pillar, Luíza Tomé, Felipe Camargo.
Em 1976 saiu do Tablado para participar de Asdrúbal Trouxe o Trombone e trabalhar com Ziembinski.

Ziembinski revolucionou o Teatro brasileiro com sua montagem de O Vestido de Noiva nos anos 1940

Estreou no Teatro profissional, em 1976, com a peça O Quarteto. Louise interpretava uma garota do subúrbio que se envolvia com um homem muito mais velho, papel de Ziembinski. O Quarteto chegou a ser censurada, pois havia cenas picantes entre a garota e o homem mais velho.
Também em 1976 fez A Gata Borralheira, de Maria Clara Machado e dirigida por Wolf Maia. A personagem-título era interpretada por Lucélia Santos.

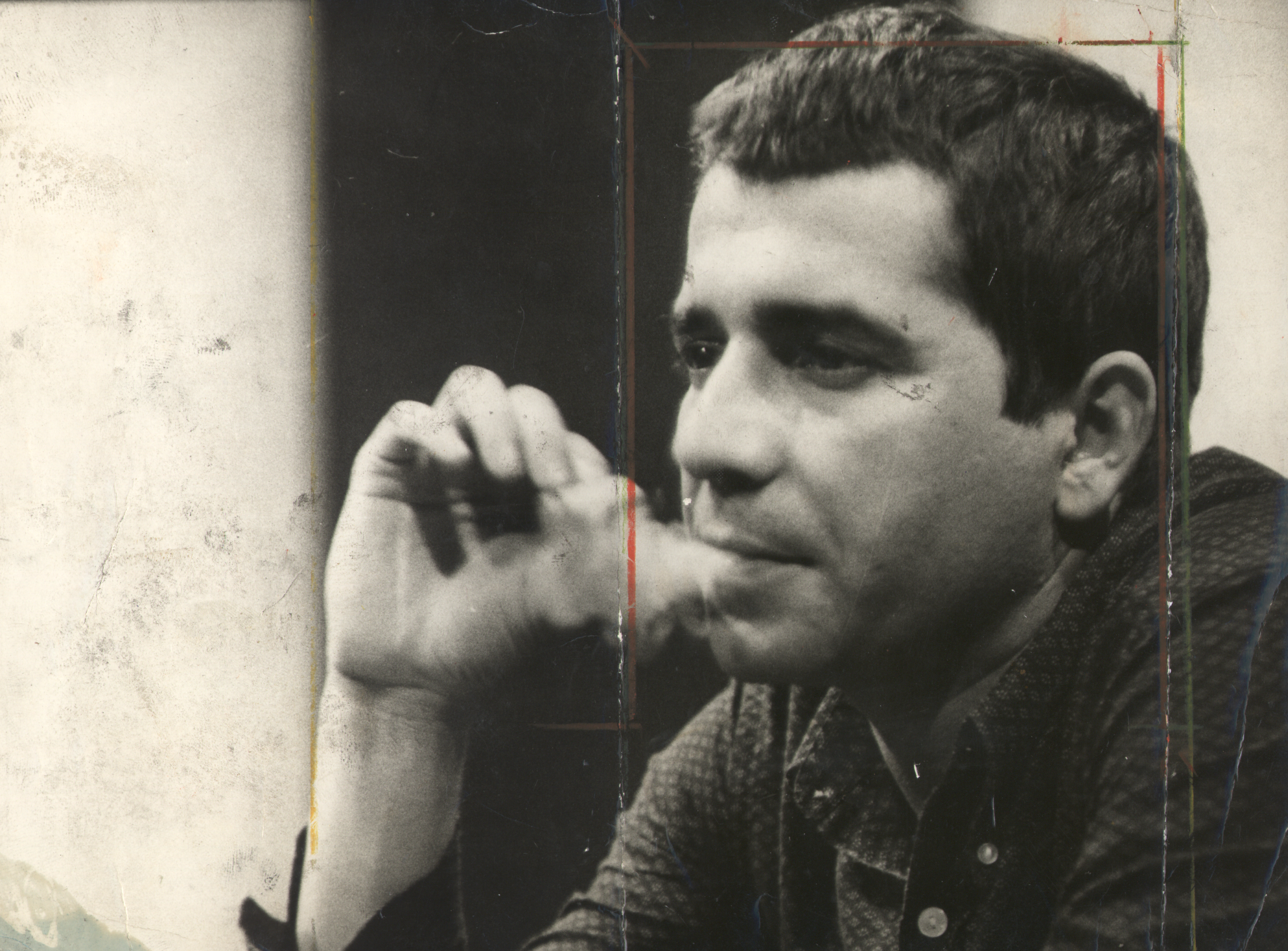
Plínio Marcos assistiu no Teatro Opinião a atuação de Louise Cardoso na peça, A Feira Livre, de autoria dele.

Em 1979 participou de A Feira Livre, peça de Plínio Marcos direção de Emiliano Queiroz, que era narrado em vinte e nove músicas que os atores cantavam e dançavam: as coreografias era da uruguaia Graciela Figueroa. Plínio assistiu ao espetáculo no Teatro Opinião.
Foi convidada por Marco Nanini para fazer parte da peça Fulaninha e Dona Coisa e acabou sendo uma das produtoras do espetáculo. Foi a primeira peça que produziu, e ficou em cartaz por três anos. Depois foi Neuza Sueli na peça Navalha na Carne de Plínio Marcos.
Os trinta anos de carreira completados em 2007 foram comemorados com a peça Mãe Coragem e seus Filhos, de Bertolt Brecht. Houve montagem do espetáculo no Rio e em Brasília e também no Festival de Curitiba.
Em 2018 aconteceu a estreia da peça O Que é Que Ele Tem com texto baseado o livro do livro homônimo. Louise leu o livro por sugestão de Flávio Marinho que lhe disse que ela iria querer fazer um monólogo. Ela duvidou disso, mas depois de ler o livro ficou apaixonada pela história dele e resolveu que a contaria no Teatro.
O livro, lançado em 2016, conta a história da cantora Olívia Byington e o filho dela, João, que nasceu com a síndrome de Apert. Na época do nascimento de João não havia muito conhecimento sobre a síndrome. A peça teve estreia em 2018, tem músicas de Olívia Byington, texto de Renata Miszhari e direção de Fernando Philbert. O Que é Que Ele Tem foi  o primeiro monólogo da atriz.

### Televisão
Os atores de teatro dos anos 1970 tinham preconceito com a televisão, Louise não era diferente. Considerava o veículo uma coisa menor. 
Os primeiros convites para trabalhar na rede Globo surgiram quando encenou a peça O Dragão, em 1975.
O conceito que Louise tinha sobre a televisão mudou quando trabalhou com Ziembinski lhe falou que com a experiência que tinha no teatro nunca seria uma atriz pior. Foi Ziembinski que levou Louise Cardoso para a Globo.
Estreou na emissora como a protagonista do caso especial Ciranda, Cirandinha (1977), de Paulo Mendes Campos e direção de Paulo José. Depois fez a novela Gina. Em seguida fez Marrom Glacê, de Cássio Gabus Mendes. Ainda atuando nessa novela recusou o papel da heroína da novela das oito, Coração Alado, que Janete Clair escrevia especialmente para ela.

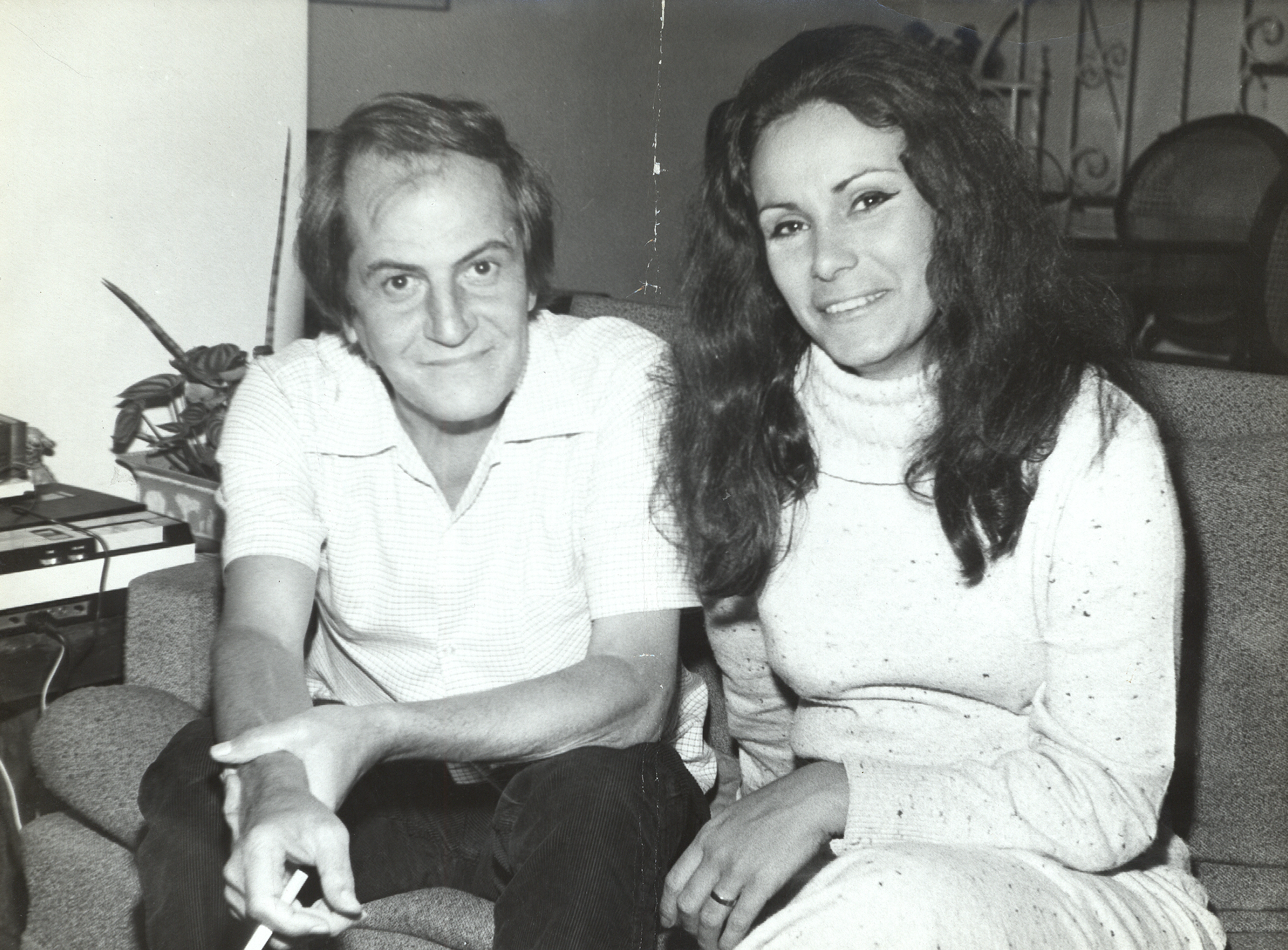
O caso especial Ciranda, Cirandinha teve texto de Paulo Mendes Campos (foto). O sucesso do especial originou uma série homônima.

Pouco tempo depois dessa recusa foi chamada para o humorístico Viva o Gordo onde atuou por um ano e meio.
Em 1983 fez Champanhe, de Cássio Gabus Mendes, sua primeira novela das oito.  
Em 1984 participou na TV Manchete da minissérie Viver a Vida que foi escrita por Manoel Carlos inspirada no filme Um Lugar ao Sol. Foi a protagonista junto com Cláudia Magno e Paulo Castelli. Em 1985 foi a vez de O Tempo e o Vento, série dirigida por Paulo José, em que fez a personagem Bibiana na juventude. Depois fez Tenda dos Milagres com filmagens em Salvador, na Bahia.
Em Cambalacho, de 1986, fez a vilã Daniele, que passou a fazer parte da trama no capítulo oitenta.
Na novela Mico Preto, de 1990, foi a mocinha ingênua Cláudia.
Em 1992 fez a Gilda na Deus nos Acuda, escrita por Sílvio de Abreu e dirigida por Jorge Fernando. Também em 1992 fez uma participação de vinte capítulos em 1992 na novela Felicidade, de Manoel Carlos.
Em 1995 fez a professora Laurinha de Cara e Coroa, novela de Antônio Calmon, dirigida por Wolf Maya. Na novela Zazá, de 1997 deu vida à secretária argentina Mercedes Hidalgo que jurava ser carioca de Madureira e tinha um caso com seu patrão, personagem de Cecil Thiré. O bordão da personagem em portunhol fez sucesso: "Sou cariôca".
Em 1999 viveu a cortesã Guiomar em Força de um Desejo, novela de Gilberto Braga.
Foi convidada para Porto dos Milagres, de Aguinaldo Silva e dirigida por Marcos Paulo e Roberto Naar.
Em 2004 foi chamada para trabalhar emComo uma Onda, novela de Walther Negrão.

### A Mulher do Barbosa
Em 1988 estreou o humorístico TV Pirata, dirigido por Guel Arraes. Faziam parte do elenco dez atores que faziam diversos personagens. Uma das suas personagens preferidas era Clotilde, esposa do Barbosa, personagem de Ney Latorraca. Clotilde e Barbosa faziam parte da novela Fogo no Rabo, paródia da novela Roda de Fogo. Louise passou a ser reconhecida nas ruas como a mulher do Barbosa.
Cada um dos atores da TV Pirata homenageava um ator. A Clotilde de Louise era inspirada nas atrizes Renata Sorrah e Natália do Vale. A enfermeira Wanda era uma das personagens preferidas. A atriz se inspirou em Marilyn Monroe, principalmente na parte do biquinho. Símbolo sexual do programa o slogan da personagem era: Pastilhas Wanda, chupe Wanda. Outra personagem de Louise era a grã-fina Isabelle Duffon de Montpellier, do quadro As Presidiárias, que tinha um caso com o Tonhão, personagem de Cláudia Raia.
A atriz saiu do programa em 1990 - Cláudia Raia também - para dar uma refrescada, fazer uma novela. Maria Zilda Bethlem e Denise Fraga se juntaram ao elenco depois da saída das duas atrizes. Louise Combinou com Guel Arraes de voltar no ano seguinte. Porém o programa saiu do ar inexplicavelmente.
A TV Pirata acabou retornando em abril de 1992, com episódios mensais sobre temas específicos. O último episódio foi exibido em 8 de dezembro de 1992.

### Cinema

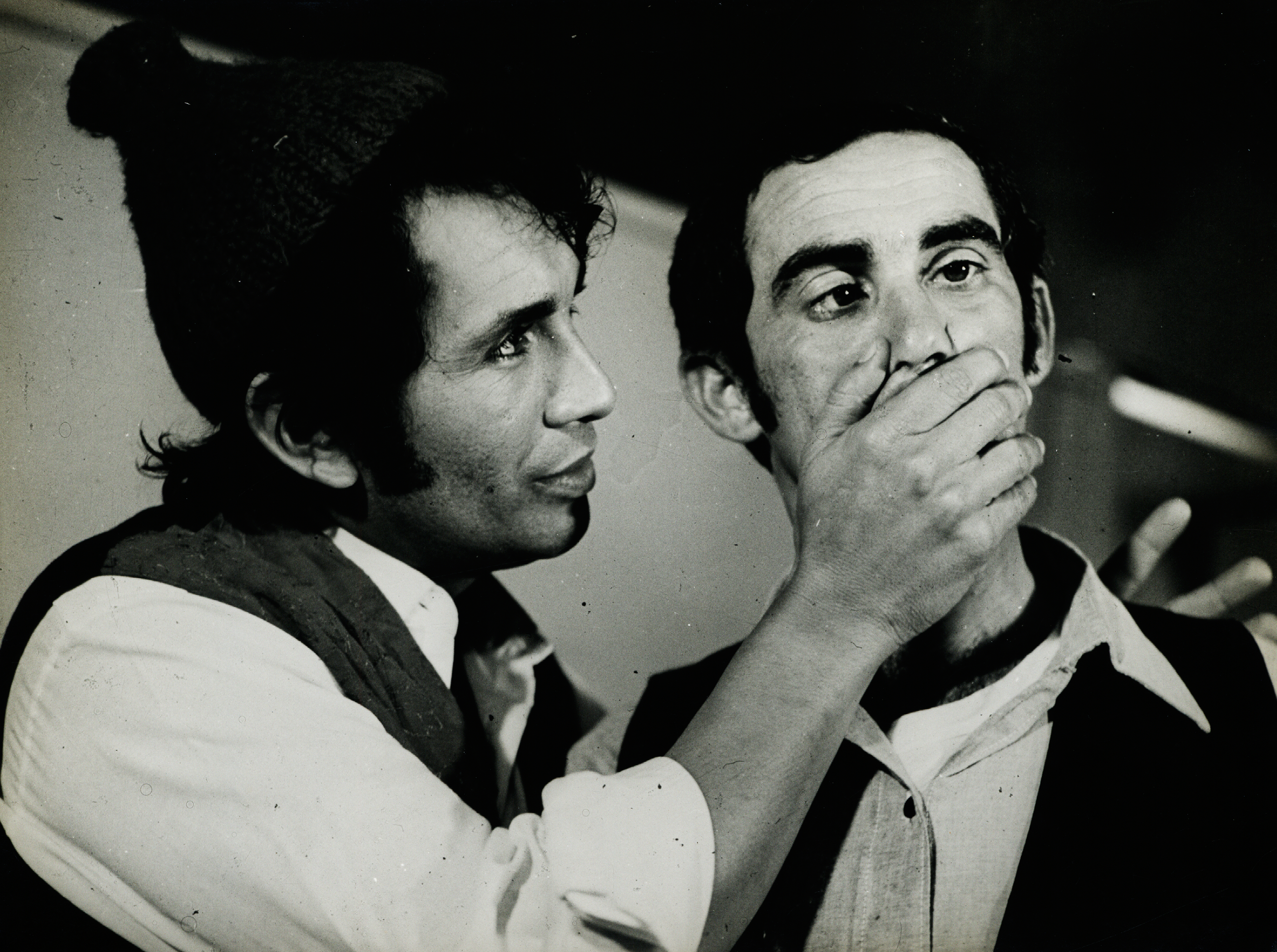
Louise Cardoso já trabalhou ao lado dos comediantes Renato Aragão e Dedé Santana (foto) em dois filmes no início da década de 1980.

Estreou nas telonas em 1976 no papel de Margarida em O Seminarista, baseado no livro homônimo de Bernardo Guimarães; e viveu um estudante em Marcados para Viver. No ano seguinte, deu vida as personagens Laurinha em Se Segura, Malandro! e Cecília em Gente Fina É Outra Coisa. Em 1978, participou do curta-metragem 	Alô, Teteia, concluindo a década no elenco de O Coronel e o Lobisomem, que teve direção de Alcino Diniz, a atriz interpretou "todas as alucinações eróticas da personagem do Maurício do Valle".. Além disso, também fez uma participação especial como a mãe de Lucinha em Parceiros de Aventura.
Na década de 1980, esteve na equipe de Cabaret Mineiro, além de participar das obras Teu Tua como Celinha e Gaijin – Os Caminhos da Liberdade, esta última, na pele de Angelina. Em 1981, esteve no elenco de O Sonho não Acabou como intérprete da música "Meu Pai", além de atuar como Carol. No ano seguinte, trabalhou ao lado dos comediantes Renato Aragão, Dedé Santana, Mussum e Zacarias em Os Vagabundos Trapalhões e Os Trapalhões na Serra Pelada, na pele de Loló e Lilian, respectivamente. Em 1983, foi integrante na equipe do Bar Esperança como Nina Saraiva, assim como, viveu a companheira do jornalista em A Próxima Vítima, de João Batista de Andrade, cuja personagem era colega de redação e namorada do jornalista vivido por Antônio Fagundes.

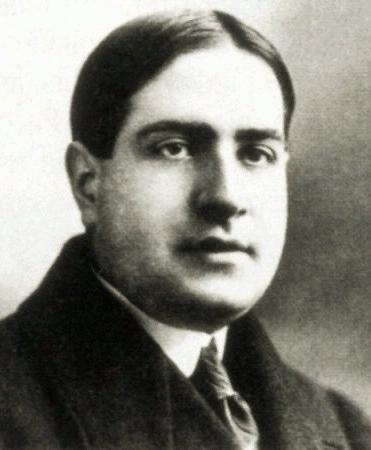
Em Baixo Gávea Louise é Ana, atriz gay que interpreta o poeta Mário de Sá Carneiro.

Sua consagração no cinema só viria em 1986 no filme Baixo Gávea ao interpretar Ana, uma atriz gay que fazia o papel do poeta português Mário de Sá carneiro, que coincidentemente é um dos seus poetas preferidos. Pelo filme foi eleita 'Melhor Atriz' pelo Festival de Brasília. No ano seguinte, foi destaque novamente, desta vez na pele da protagonista Leila Diniz, nome homônimo da obra, garantindo a premiação pelo segundo ano consecutivo. Além disso, também fez atuações em Urubus e Papagaios como Inês e Sonhos de Menina-Moça, dirigido por Teresa Trautman, esta última atuando como Beatriz, eleita 'Melhor Atriz Coadjuvante em filme' no Prêmio APCA. Concluiu o decênio na curta-metragem Por Dúvida das Vias.
A década de 1990 teve uma passagem mais rápida, pois somente interpretou Renata em Matou a Família e Foi ao Cinema, fez uma participação especial de Miramar como a mãe e esteve no elenco de For All - O Trampolim da Vitória. Em 2001, atuou como Salma (jovem) em Copacabana e, dois anos mais tarde, em Gaijin - Ama-me como Sou como Sofia Damazo, além da curta-metragem O Ovo. Em 2006, esteve no romance 1972 e, três anos mais tarde, encerrou os trabalhos nesta década como Clarissa em Tempos de Paz e Rosa em Do Começo ao Fim.
Na década de 2010, viveu a mãe de Aninha em Muita Calma Nessa Hora, assim como, foi a mãe da protagonista em O Diário de Tati. Em 2014, deu vida a Sônia na curta-metragem Tempos Idos, concluindo este decênio quatro anos depois na pele de Marlize em Uma Quase Dupla.

### Leila
Louise interpretou Leila Diniz no filme homônimo de 1987. Recebeu o convite do diretor do filme Luis Carlos Lacerda. Mesmo com agenda apertada, estava fazendo filme, novela e teatro, aceitou o convite, pois sentia que a própria Leila Diniz a tinha escolhido para o papel. Afinal, a atriz que viveria Leila Diniz, Tássia Camargo, ficou grávida e não pôde fazer o filme. A mãe de Leila lhe deu os diários da filha e Louise conversou com os amigos íntimos e irmãs da atriz. A irmã de Leila, Lígia, estudava na mesma escola de Louise. À época Leila estava no elenco da novela Eu Compro Essa Mulher em que interpretava a personagem Úrsula. A atriz ia ao colégio buscar a irmã e Louise ficava olhando para ela. A preparação de Louise para o filme durou seis meses e as gravações duraram dois meses.

### Vida pessoal
Nas filmagens do filme Leila se apaixonou perdidamente pelo ator Carlos Alberto Riccelli. Porém não aconteceu nada porque na época ambos eram casados. Riccelli aparecia nos sonhos de Louise toda noite.
Louise nunca se casou de papel passado. Quando bem jovem ouviu do pai que atriz não casava, juntava. Ela diz não ser contra o casamento, mas não aconteceu. Namorou o diretor Guel Arraes, o empresário paulista Ricardo Aranovich, morou junto com o fotógrafo belga Jean Louis e a relação terminou quando ele voltou para a Bélgica. Depois namorou o português Filipe Tenreiro que a dirigiu na peça A Rosa Tatuada. Na época da peça eles na haviam terminado. Também namorou o diretor Fernando Philbert que conheceu quando participou da novela Zazá.

## Filmografia

### Televisão
| Ano     | Título                    | Personagem                          | Notas                                       |
| ------- | ------------------------- | ----------------------------------- | ------------------------------------------- |
| 1978    | Ciranda, Cirandinha       | Tetê                                | Episódio: "Toma que o Filho é Teu"          |
| 1978    | Gina                      | Helena                              |                                             |
| 1979    | Marron Glacê              | Vânia                               |                                             |
| 1981    | Viva o Gordo              | —                                   |                                             |
| 1983    | Champagne                 | Anita Campelo                       |                                             |
| 1984    | Viver a Vida              | Marly                               | Episódios: "09 de outubro – 20 de novembro" |
| 1985    | O Tempo e o Vento         | Bibiana Terra Cambará (jovem)       | 2ª fase                                     |
| 1985    | Tenda dos Milagres        | Augusta                             |                                             |
| 1986    | Cambalacho                | Daniela Fernandes (Daniela Furtado) |                                             |
| 1988    | O Primo Basílio           | Joana                               |                                             |
| 1988    | TV Pirata                 | Vários Personagens                  |                                             |
| 1988    | O Dia Mais Quente do Ano  | Helena                              | Especial de fim de ano                      |
| 1990    | Mico Preto                | Cláudia                             |                                             |
| 1991    | Felicidade                | Madalena                            | Participação especial                       |
| 1992    | Deus nos Acuda            | Gilda                               |                                             |
| 1992    | Despedida de Solteiro     | Sugarette                           | Episódio: "01 de julho"                     |
| 1993    | Você Decide               | Luelen                              | Episódio: "Anjos Marginais"                 |
| 1995    | Engraçadinha              | Florista                            |                                             |
| 1995    | A Comédia da Vida Privada | Alaíde                              | Episódio: "Pais e Filhos"                   |
| 1995    | A Comédia da Vida Privada | Carmen                              | Episódio: "O Pesadelo da Casa Própria"      |
| 1995    | Cara e Coroa              | Laura Del Rey Villar (Laurinha)     |                                             |
| 1997    | Zazá                      | Mercedes Hildalgo                   |                                             |
| 1998    | Mulher                    | Judite                              | Episódio: "Repulsa"                         |
| 1999    | O Belo e as Feras         | Sônia                               | Episódio: "Azar no Jogo, Pior no Amor"      |
| 1999    | Força de um Desejo        | Guiomar                             |                                             |
| 2001    | A Grande Família          | Beatriz                             | Episódio: "Cada Caso é um Caso"             |
| 2001    | Porto dos Milagres        | Maria Leontina Proença              |                                             |
| 2002    | Papo Irado                | Isadora Duarte (Isa)                | Quadro do Fantástico                        |
| 2003    | Mulheres Apaixonadas      | mãe do Pluft                        |                                             |
| 2004    | A Diarista                | Vera Palheta                        | Episódio: "Será Que Ela É?"                 |
| 2004    | Sob Nova Direção          | Dra. Tânia                          | Episódio: "Fale com Ele"                    |
| 2004    | Como uma Onda             | Idalina                             |                                             |
| 2005    | Alma Gêmea                | Doralice (participação especial)    |                                             |
| 2005    | A Grande Família          | Vilma                               | Episódio: "Eu, Eu Mesma e Lineu"            |
| 2006    | JK                        | Luisinha Negrão                     | Episódios: "1-15"                           |
| 2006    | Páginas da Vida           | Diana Salles Martins de Andrade     |                                             |
| 2008    | Faça sua História         | Verônica                            | Episódio: "O Último Casal Feliz"            |
| 2009    | Malhação                  | Filomena Fontes (Tia Filó)          | Temporada 16                                |
| 2011    | Insensato Coração         | Sueli Brito Amboim                  |                                             |
| 2011    | A Mulher Invisível        | Ema Fachetti                        | Episódio: "22 de novembro"                  |
| 2012    | A Grande Família          | Marlene                             | Episódio: "A Rosa Púrpura do Bairro"        |
| 2012    | Doce de Mãe               | Elaine de Souza                     |                                             |
| 2013    | Sangue Bom                | Salma Macedo Rabello                |                                             |
| 2014    | Doce de Mãe               | Elaine de Souza                     |                                             |
| 2015    | Além do Tempo             | Gema de Luca                        |                                             |
| 2015    | Além do Tempo             | Gema Queiroz                        |                                             |
| 2016–17 | Malhação                  | Irene Soares de Oliveira            | Temporada 24                                |
| 2023    | B.O                       | Aparecida Ribeiro                   |                                             |
| 2024    | Turma da Mônica - Origens | Mônica Sousa (Dona Mônica)          |                                             |
| 2025    | Juntas e Separadas        | [ 94 ]                              |                                             |

### Cinema
| Ano  | Título                                | Personagem                 | Notas                          |
| ---- | ------------------------------------- | -------------------------- | ------------------------------ |
| 1976 | O Seminarista                         | Margarida                  |                                |
| 1976 | Marcados para Viver                   | estudante                  |                                |
| 1977 | Se Segura, Malandro!                  | Laurinha                   |                                |
| 1977 | Gente Fina É Outra Coisa              | Cecília                    |                                |
| 1978 | Alô, Tetéia                           | —                          | Curta-metragem                 |
| 1979 | O Coronel e o Lobisomem               | Dona Bebel de Melo         |                                |
| 1979 | Parceiros da Aventura                 | —                          |                                |
| 1980 | Cabaret Mineiro                       | Jovem na piscina           |                                |
| 1980 | Teu Tua                               | —                          | Segmento: "O Corno Imaginário" |
| 1980 | Gaijin – Os Caminhos da Liberdade     | Angelina                   |                                |
| 1981 | O Sonho não Acabou                    | Carol                      |                                |
| 1982 | Os Vagabundos Trapalhões              | Loló                       |                                |
| 1982 | Os Trapalhões na Serra Pelada         | Lilian                     |                                |
| 1983 | Bar Esperança                         | Nina                       |                                |
| 1983 | A Próxima Vítima                      | Tereza                     |                                |
| 1986 | Baixo Gávea                           | Ana / Mário de Sá Carneiro |                                |
| 1987 | Urubus e Papagaios                    |                            |                                |
| 1987 | Sonhos de Menina-Moça                 | Beatriz                    |                                |
| 1987 | Leila Diniz                           | Leila Diniz                |                                |
| 1988 | Por Dúvida das Vias                   |                            | Curta-metragem                 |
| 1989 | O Escurinho do Cinema                 | Vera Lúcia                 |                                |
| 1991 | Matou a Família e Foi ao Cinema       | Renata                     |                                |
| 1996 | Quem Matou Pixote?                    | —                          |                                |
| 1997 | Miramar                               | mãe                        |                                |
| 1997 | For All - O Trampolim da Vitória      |                            |                                |
| 2000 | O Barato É Ser Careta                 | —                          | Curta-metragem                 |
| 2001 | Copacabana                            | Salma (jovem)              |                                |
| 2002 | Gaijin – Ama-me como Sou              | Sofia Damazo Bravo Salinas |                                |
| 2003 | Apolônio Brasil, o Campeão da Alegria | Milu                       |                                |
| 2003 | O Ovo                                 |                            | Curta-metragem                 |
| 2006 | 1972                                  | Dona Iracy                 |                                |
| 2006 | Irma Vap - O Retorno                  | Mara                       |                                |
| 2007 | Corpo                                 | —                          |                                |
| 2007 | O Tablado e a Maria Clara Machado     | Ela mesma                  | Documentário                   |
| 2009 | Tempos de Paz                         | Clarissa                   |                                |
| 2009 | Do Começo ao Fim                      | Rosa                       |                                |
| 2010 | Muita Calma Nessa Hora                | Dirce Matos                |                                |
| 2012 | O Diário de Tati                      | Isadora Duarte (Isa)       |                                |
| 2014 | Tempos Idos                           | Sônia                      | Curta-metragem                 |
| 2015 | A Saga da Alma de um Poeta            | —                          |                                |
| 2018 | Uma Quase Dupla                       | Marlize                    |                                |
| 2020 | Tudo Bem No Natal Que Vem             | Teodora                    |                                |
| 2022 | 45 do Segundo Tempo                   | Soninha                    |                                |
| 2023 | Pérola                                | Tia Norma                  |                                |
| 2023 | Tia Virgínia                          | Valquíria                  |                                |
| 2024 | O Clube das Mulheres de Negócios      | Brasília de Oliveira Neto  | [ 102 ]                        |

## Teatro
- 2018 - O Que é Que Ele Tem?[103]
- 2016 - A Reunificação das duas Coreias[104]
- 2011 - Velha é a Mãe![105]
- 2007 - Mãe Coragem e Seus Filhos - Anna Fierling, Mãe Coragem [106]
- 2003 - Pluft, o Fantasminha[107]
- 2003 - O Acidente[108]
- 2002 - Sylvia - Sylvia (a cachorrinha)[109]
- 2000 - A Rosa Tatuada[110]
- 1997 - A Capital Federal[111]
- 1997 - Salve Amizade[112]
- 1994 - Navalha na Carne[113]
- 1993 - Fulaninha e Dona Coisa[114]
- 1986 - A Divina Chanchada[115]
- 1985 - Um Bonde Chamado Desejo[116]
- 1983 - Cloud Nine (Numa Nice)[117]
- 1983 - Besame Mucho[118]
- 1982 - A Mente Capta[119]
- 1981 - O Beijo da Louca[120]
- 1981 - Village[121]
- 1979 - Feira Livre[122]
- 1978 - As Cigarras e as Formigas[123]
- 1977 - Beco de Brecht[124]

## Prêmios e Indicações
| Ano  | Prêmio                                                          | Categoria                                         | Nomeação                         | Resultado | Ref            |
| ---- | --------------------------------------------------------------- | ------------------------------------------------- | -------------------------------- | --------- | -------------- |
| 1983 | Prêmio Mambembe                                                 | Melhor Atriz                                      | Besame Mucho                     | Indicada  |                |
| 1986 | Troféu Candango do Festival Internacional de Cinema de Brasília | Melhor Atriz                                      | Baixo Gávea                      | Venceu    | [ 125 ] [ 61 ] |
| 1987 | Troféu Candango do Festival Internacional de Cinema de Brasília | Melhor Atriz                                      | Leila Diniz                      | Venceu    | [ 64 ]         |
| 1989 | Troféu Associação Paulista de Críticos de Arte (APCA)           | Melhor Atriz Coadjuvante em TV                    | O Primo Basílio                  | Venceu    | [ 125 ]        |
| 1990 | Troféu Associação Paulista de Críticos de Arte (APCA)           | Melhor Atriz Coadjuvante em Filme                 | Sonhos de Menina-Moça            | Venceu    | [ 67 ]         |
| 2003 | Prêmio Maria Clara Machado de Teatro Infantil                   | Melhor Atriz Coadjuvante                          | Pluft, o Fantasminha             | Indicada  |                |
| 2018 | Troféu Nelson Rodrigues                                         | Teatro                                            | O Que É Que Ela Tem?             | Venceu    |                |
| 2023 | Los Angeles Brazilian Film Festival                             | Melhor Atriz Coadjuvante                          | Tia Virgínia                     | Venceu    | [ 126 ]        |
| 2024 | Festival Sesc Melhores Filmes                                   | Melhor Atriz Nacional                             | Tia Virgínia                     | Indicada  |                |
| 2024 | Festival de Cinema de Gramado                                   | Melhor Elenco Principal (prêmio especial do júri) | O Clube das Mulheres de Negócios | Venceu    |                |
| 2024 | Los Angeles Brazilian Film Festival                             | Melhor Atriz                                      | O Clube das Mulheres de Negócios | Indicada  |                |